# Conwentzia barretti
Conwentzia barretti is een insect uit de familie van de dwerggaasvliegen (Coniopterygidae), die tot de orde netvleugeligen (Neuroptera) behoort. 
De wetenschappelijke naam Conwentzia barretti is voor het eerst geldig gepubliceerd door Banks in 1898.